# O. F. Werndorff
Oskar Friedrich Werndorff, meist abgekürzt als O. F. Werndorff (* 30. Mai 1880 in Wien; † 7. November 1938 in Wembley, London, Vereinigtes Königreich) war ein österreichischer Filmarchitekt beim österreichischen, deutschen und britischen Kino.

## Leben und Wirken
Oskar Friedrich Werndorff erhielt in Wien eine umfassende, künstlerische Ausbildung. 1913 brach er seine Studien vorzeitig ab und ging als Bühnenbildner an das Theater in der Josefstadt. Während des Ersten Weltkriegs eingezogen, begann  Werndorff ab 1919 als Filmarchitekt zu arbeiten. Anfänglich entwarf er Filmkulissen zu mehreren Inszenierungen Reinhold Schünzels, darunter Der Graf von Cagliostro, Der Roman eines Dienstmädchens und Der Pantoffelheld.
Für die Kulissen und die Kostüme zu dem Historiendrama Carlos und Elisabeth holte Richard Oswald Werndorff 1923 nach Berlin.  1925 gelangen dem Wiener kurz hintereinander zwei große Erfolge mit seiner Filmarchitektur zu E. A. Duponts Klassiker Varieté und zu Paul Czinners Der Geiger von Florenz. Seine nachfolgenden deutschen Arbeiten bis 1928 enttäuschten hingegen.
In der Umbruchsphase vom Stumm- zum Tonfilm entschloss sich O. W. Werndorff zur Übersiedelung nach London. Dort fand er nach einem Regieversuch 1931 regelmäßig Beschäftigung bei einigen zum Teil recht erfolgreichen Kinoproduktionen, darunter drei Thriller von Alfred Hitchcock: Die 39 Stufen, Geheimagent und Sabotage. Zur selben Zeit, im Dezember 1935, wurde Werndorff in Großbritannien eingebürgert.

## Filmografie
| - 1919: Adrian Vanderstraaten - 1920: Der Graf von Cagliostro - 1921: Der Roman eines Dienstmädchens - 1921: Das Geld auf der Straße - 1922: Die Tochter des Brigadiers - 1922: Der Pantoffelheld - 1924: Carlos und Elisabeth (auch Kostüme) - 1924: Mensch gegen Mensch - 1924: Die Liebe ist der Frauen Macht - 1924: Das schöne Abenteuer - 1925: Der Demütige und die Sängerin - 1925: Varieté - 1926: Der Geiger von Florenz - 1926: Junges Blut - 1926: Nanette macht alles - 1926: Eine Dubarry von heute - 1926: Man spielt nicht mit der Liebe - 1926: Madame wünscht keine Kinder - 1927: Venus im Frack - 1927: Üb’ immer Treu’ und Redlichkeit - 1927: Die letzte Nacht - 1927: Die berühmte Frau - 1927: Der Geisterzug - 1927: Der fröhliche Weinberg - 1928: Mein Leben für das Deine - 1928: Dyckerpotts Erben - 1928: Der fesche Husar - 1928: Die Frau auf der Folter | - 1928: Haus Nummer 17 - 1928: Die Räuberbande - 1929: Der Würger (auch brit. Vers. The Wrecker) - 1930: Die singende Stadt (auch brit. Vers. City of Song) - 1931: The Bells (auch Co-Regie) - 1932: Wedding Rehearsal - 1933: The Lady is Willing - 1933: Waltzes from Vienna - 1933: Perfect Understanding - 1934: The Camels Are Coming - 1935: Die 39 Stufen (The 39 Steps) - 1935: First a Girl - 1935: King of the Damned - 1936: Geheimagent (Secret Agent) - 1936: Rhodes of Africa - 1936: East Meets West - 1936: Sabotage - 1936: Der Bajazzo (Pagliacci) - 1936: A Woman Alone - 1937: Mademoiselle Docteur - 1937: The Lilac Domino - 1938: We’re Going to Be Rich - 1938: The Ware Case - 1938: The Gaunt Stranger - 1938: Let’s Be Famous |

## Weblink
- Oscar Friedrich Werndorff bei IMDb

| Personendaten    | Personendaten                                                                          |
| ---------------- | -------------------------------------------------------------------------------------- |
| NAME             | Werndorff, O. F.                                                                       |
| ALTERNATIVNAMEN  | Werndorff, Oskar Friedrich (vollständiger Name); Werndorff, Oscar Frederick (englisch) |
| KURZBESCHREIBUNG | österreichischer Filmarchitekt                                                         |
| GEBURTSDATUM     | 30. Mai 1880                                                                           |
| GEBURTSORT       | Wien                                                                                   |
| STERBEDATUM      | 7. November 1938                                                                       |
| STERBEORT        | Wembley, London, Vereinigtes Königreich                                                |